# Secreto a voces
Secreto a voces fue un programa de televisión chileno producido y emitido por Mega, que se dedica a analizar la farándula y los espectáculos del país. Desde que debutó hasta fines de 2012 fue conducido por Giancarlo Petaccia. Desde 2012 hasta junio de 2014 fue conducido por Pamela Díaz.
En su última etapa, estaba a cargo de Karla Constant y Mario Velasco, además de la participación de un grupo de panelistas que aportan con preguntas y análisis.

## Historia
A comienzos de 2011, se comenzó a hablar de un nuevo programa de Mega para el horario estelar, el cual se llamaría Placer culpable y que tendría como conductor a Julio César Rodríguez. Con el paso del tiempo, se aclaró que Giancarlo Petaccia sería el conductor, y se confirmó a Pamela Le Roy, Patricia Maldonado, Vanessa Miller y Vasco Moulian como los panelistas encargados de interrogar a los invitados, ahora bajo el nombre de Secreto a voces.
El primer capítulo fue emitido el 3 de febrero de 2011 con la ex CQC Raquel Calderón y Eduardo Cruz-Johnson como invitados.
Desde el 22 de mayo de 2012, con motivo de una reestructuración de la parrilla programática de Mega, Secreto a voces comenzó a emitirse de lunes a viernes durante las tardes. Además, se incorporaron nuevos panelistas y Pamela Díaz como segunda presentadora.
El día lunes 2 de julio se integra la bailarina y actriz Yamna Lobos al panel del programa.
El día miércoles 3 de octubre se integran Alejandra Valle y Javiera Suárez.
El día lunes 3 de junio de 2013 se integra la cantante chilena Catalina Palacios como reemplazante de Pamela Le Roy por motivo de sus vacaciones. Semanas después deja el programa, debido a la llegada de la opinóloga.
El lunes 23 de septiembre de 2013, el programa dejó de ser transmitido a las 19:00 horas, para pasar a un nuevo horario de las 12:00 PM.
El día martes 31 de diciembre de 2013 se retira Alejandra Valle
En junio de 2014 abandonan el espacio Javiera Suárez y Andrés Baile. En el mismo mes Pamela Díaz decidió rechazar la oferta que le realizó Mega por no haber llegado a acuerdo en la renovación de su contrato. Finalmente decide abandonar el programa que había conducido por tanto tiempo.
En julio, el equipo de Mega lleva a cabo un profundo cambio al formato del programa, rechazando demasiada 'opinología' y entretencion; incluyendo más investigación y periodismo. Para señalar el cambio, entra Karla Constant como animadora tras la salida de La Fiera. Desde los cambios, el programa solo sube 0,8 puntos en índice de audiencia, y una unidad entera desde 2013, un cambio poco significativo para la gran renovación que se le quería dar al espacio. y además se integró al panel, la periodista Margarita Hantke. 
El 13 de octubre de 2014 Mega transmite el último programa de Secreto a voces.

## Equipo

### Panelistas
- Karla Constant (conducción)
- Mario Velasco (conducción)
- Margarita Hantke
- Manuel González
- Pablo Zúñiga
- Paula Escobar

Anteriores
- Pamela Díaz (conducción)
- Javiera Suárez†
- Andrés Baile
- Catalina Palacios
- Yamna Lobos
- Esteban Morais
- Giancarlo Petaccia (conducción)
- Patricia Maldonado
- Andrés Mendoza
- María Luisa Cordero
- Katherine Bodis
- Rocío Marengo
- Rubén Selman
- Vasco Moulian
- Vanessa Miller
- Eduardo Bonvallet
- Alejandra Valle
- Savka Pollak

### Realizadores
- Producción Ejecutiva: Gonzalo Cordero
- Dirección General: Mauro Caro
- Producción General: Rodolfo Saavedra
- Producción: Cristián Astudillo
- Asistentes de Producción: Patricio Contreras / Marcelo Contreras
- Edición Periodística: Andrés Mendoza M
- Sub Edición Periodística: Ingrid Sufán
- Producción Periodística: Isabel Cabrera / Valentina Becerra / Alejandra Alfaro
- Periodistas: Yiro Gatica / Carolina Cuevas / Maria Ignacia Rocha / Daniela Aliste / Sebastián Madariaga  / María José Parra